# 철갑상어류
철갑상어류(鐵甲-類)는 철갑상어목 철갑상어과에 속하는 어류를 두루 일컫는 말이다. 특정한 철갑상어 종류(Acipenser sinensis)만을 가리키기도 한다. 이름과는 달리 상어와는 전혀 관련이 없는 조기어강에 속한다. 2개 아과에 4속 27종을 포함하고 있다.
경골어류 중에서 가장 오랫동안 존재했으며 아열대, 온대, 아한대 지역의 강 및 호수, 그리고 유라시아와 북아메리카의 해안선에 서식한다. 이들은 전반적으로 길쭉한 몸을 지니고 있고 비늘이 없으며 몸길이는 대개 110 ~ 456 cm이다. 대부분 철갑상어는 저면에서 먹이를 찾으며 산란은 상류에 하면서 먹이는 삼각주와 해안에서 찾는 것이 특징이다. 어떠한 종은 오로지 민물에만 서식하며, 해안선 더 멀리 나가는 것은 드물다.
많은 철갑상어는 캐비아를 위해 채취된다. 느린 성장률은 이들을 남획에 취약하게 만드며, 수질오염과 서식지 감소 또한 철갑상어의 생존에 영향을 미친다. 많은 철갑상어종이 멸종 위협을 받는 종이거나 위기에 놓여 있으며, 어떠한 종은 심각한 멸종 위기종이기도 하다.

## 형태

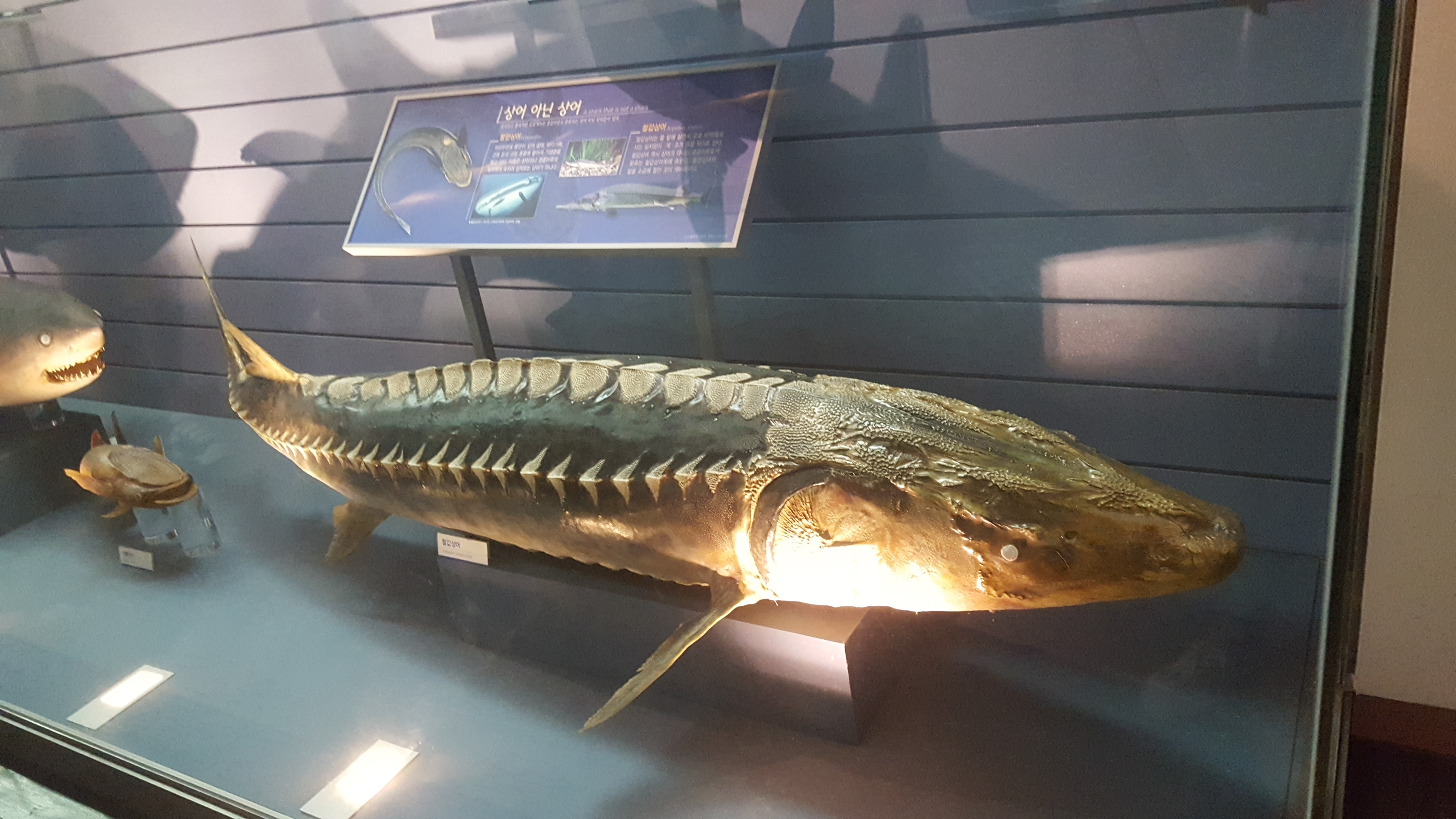
목포자연사박물관의 철갑상어류

몸은 원통형이다. 주둥이는 길고 뾰족하다. 입은 주둥이 아래에 있고 수염은 2쌍이다. 배 밑과 옆, 등에는 톱니 모양의 굳비늘이 있다. 꼬리 지느러미는 위쪽이 길다.

## 하위 분류
- 철갑상어아과 (Acipenserinae)
  - 철갑상어속 (Acipenser)
  - 벨루가철갑상어속 (Huso)
- Scaphirhynchinae
  - Scaphirhynchus
  - Pseudoscaphirhynchus

## 먹이
어릴 때는 동물성 플랑크톤을 먹고, 다 자라서는 바닥에 사는 수서곤충, 조개, 게, 새우, 어린 물고기 등을 먹는다.

## 서식지
금강, 한강 등의 하구에 살았으나 최근에는 보기 어렵다. 중국 남부, 일본 규슈 지방에서 서식한다. (세계적으로는 러시아가 주요 서식지이자 주요 포획지였으나, 최근의 남획으로 개체수가 급감하여 프랑스 등에서 양식을 많이 하고 있다.)